# Oukoop (Utrecht)
Pour les articles homonymes, voir Oukoop.
Oukoop est une ancienne seigneurie, aujourd'hui hameau situé dans la commune néerlandaise de Stichtse Vecht, dans la province d'Utrecht. Le hameau est situé au nord d'Oud-Aa.
De 1915 à 1922 Oukoop possédait sa propre gare, au lieu-dit Oukooperdijk.